# Toni Eggert
Toni Eggert (født 12. maj 1988) er en tysk kælker, som har deltaget i konkurrencer siden 2008.
Han repræsentantermde Tyskland under vinter-OL 2014 i Sotsji, hvor han blev nummer 8 i double.
Under vinter-OL 2018 i Pyeongchang kørte han på det tyske hold, som vandt bronze i mændenes double.